# Spirit (Wisconsin)
Spirit – miasto w Stanach Zjednoczonych, w stanie Wisconsin, w hrabstwie Price.